# Cal Sastre (Agullana)
Cal Sastre és una obra d'Agullana (Alt Empordà) inclosa a l'Inventari del Patrimoni Arquitectònic de Catalunya.

## Descripció
Edifici entre mitgeres, situat al veïnat de l'Estrada. És una casa de planta rectangular, de planta baixa i pis, amb coberta a dues vessants. El paredat de la casa és de pedres sense escairar, i les obertures són carreuades. L'element més destacat de la casa és la llinda de la porta, amb la data 1725 inscrita, al centre de la qual hi ha la representació d'unes tisores, que fan pensar que aquesta casa havia estat la casa del barber del poble.